# Мусацкая, Майя Бегенчевна
Майя Бегенчевна Мусацкая (туркм. Maýa Begenjowna Musaskaýa; род. 6 января 2000, Ашхабад) — туркменистанская футболистка и мини-футболистка, полузащитник литовского «Жальгириса» и сборной Туркменистана.

## Биография
Майя Мусацкая родилась 6 января 2000 года в туркменистанском городе Ашхабад.
Играет в футбол на позиции полузащитника. В первые годы карьеры выступала в Туркменистане за футбольные и мини-футбольные команды из Ашхабада.
В октябре 2022 года перешла в турецкий «Дудуллуспор», став первой футболисткой из Туркменистана, перебравшейся в зарубежный клуб. В сезоне-2022/23 сыграла 12 матчей в чемпионате Турции, забила 1 мяч.
С 2023 года играет за литовский «Жальгирис». В сезоне-2023 провела 22 матча в чемпионате Литвы, забила 6 голов.
С 2016 года выступает за женскую сборную Туркменистана по мини-футболу.
В феврале 2019 года была вызвана в женскую сборную Туркменистана по футболу. 24 февраля 2019 года сыграла в её первом в истории товарищеском матче, в котором туркменки проиграли в Аланье сборной Казахстана (0:6).
В 2022 году участвовала в чемпионате Футбольной ассоциации Центральной Азии в Душанбе, в котором сборная Туркменистана заняла 4-е место. Провела 4 матча.